# مملكة حيوانات ديزني
ديزني مملكة الحيوانات (بالإنجليزية: Disney's Animal Kingdom) هي مدينة ترفيهية وحديقة حيوان تقع في باي ليك، فلوريدا.افتتحت المدينة في يوم الأرض 22 أبريل 1998 . وتعتبر المدينة من أكبر ملاهي ديزني في العالم وتغطي 580 فدان (235 هكتار).
}}.
افتتح المنتجع في يوم الأرض في 22 أبريل 1998 وكان المنتزه الرابع الذي يشيد من عالم والت ديزني. والمنتزه بأكمله يشيد بالحياة على الأرض ويهتم بأن يحافظ الناس على البيئة الطبيعية، والحفاظ على ثروة حيوانات على الأرض وعدم السماح بانقراضها أو تهديدها، وهي فلسفة وضعها والت ديزني.
استشير لإقامة منتجع ديزني مملكة الحيوانات «اتحاد حدائق الحيوان وحدائق الأسماك» في الولايات المتحدة، وثمن «الاتحاد العالمي لحدائق الحيوان وحدائق الأسماك» هذا المنتزه ورأى أنه يوفّى بأغراضه التعليمية والتوعية، وغرض الحفاظ على البيئة، وكذلك أهداف البحث العلمي في نطاقي النبات والحيوان.

## القطاعات
منتجع ديزني مملكة الحيوانات مقسم إلى 7 قطاعات:

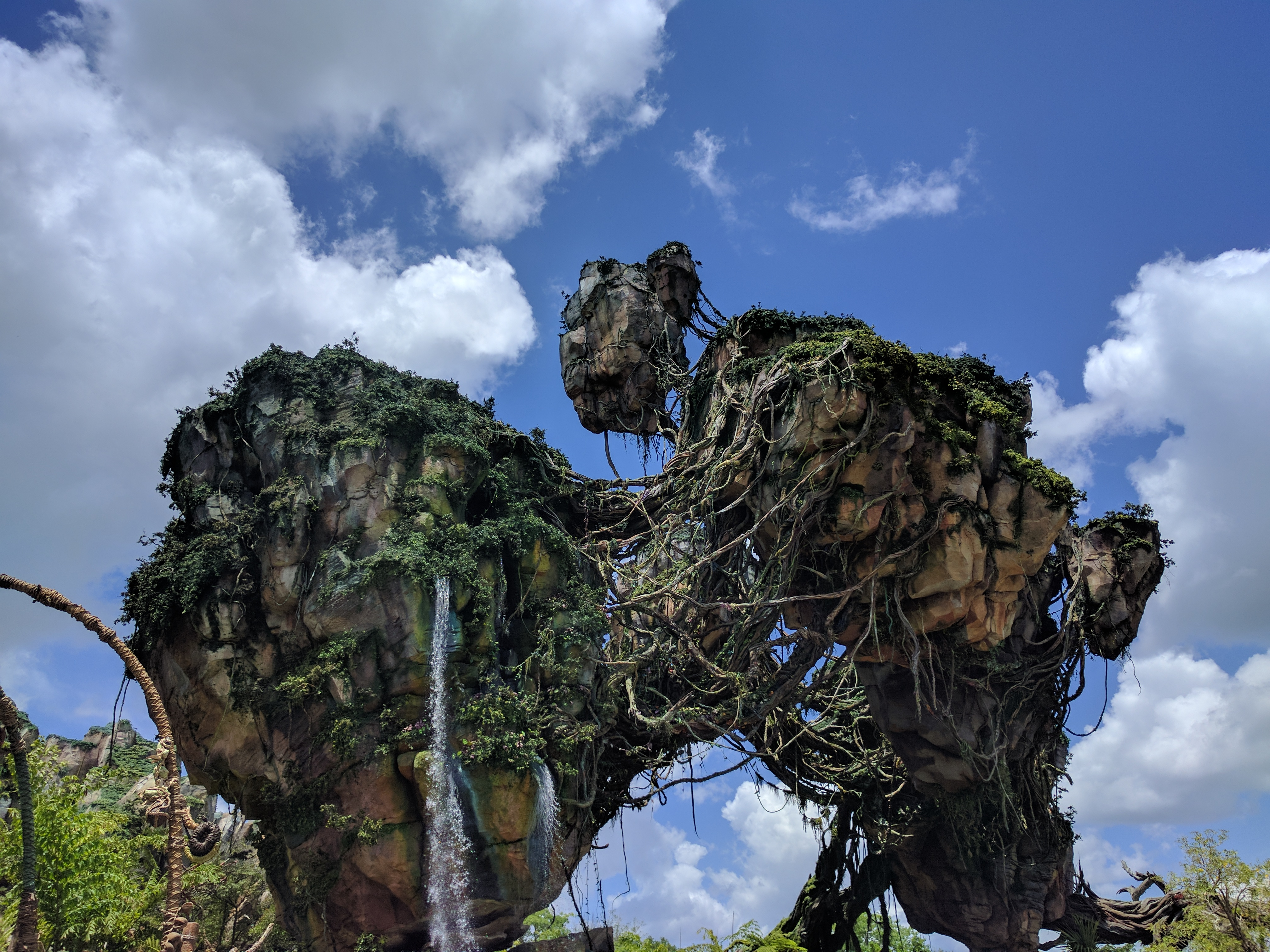
Pandora – The World of Avatar
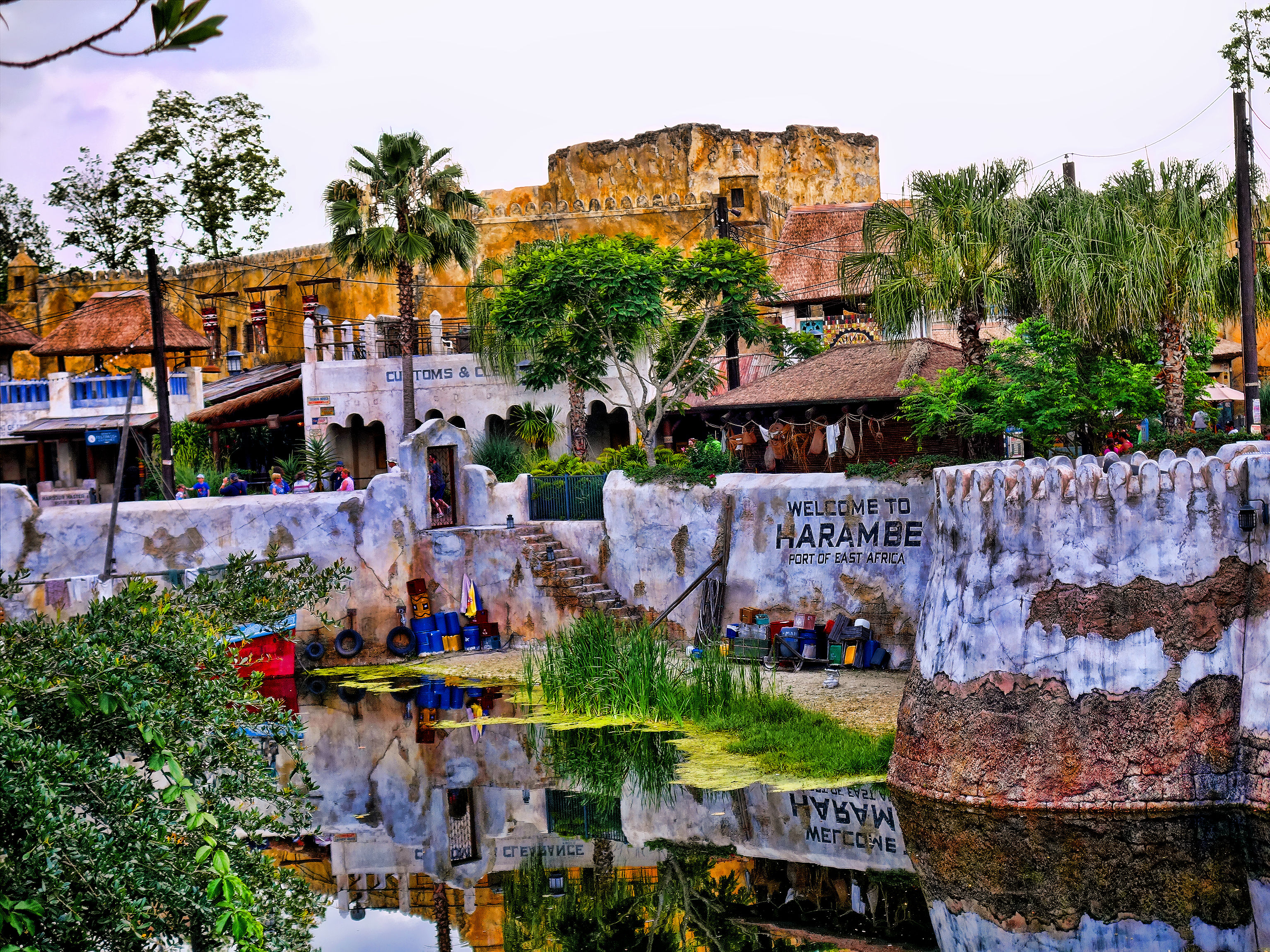
Africa
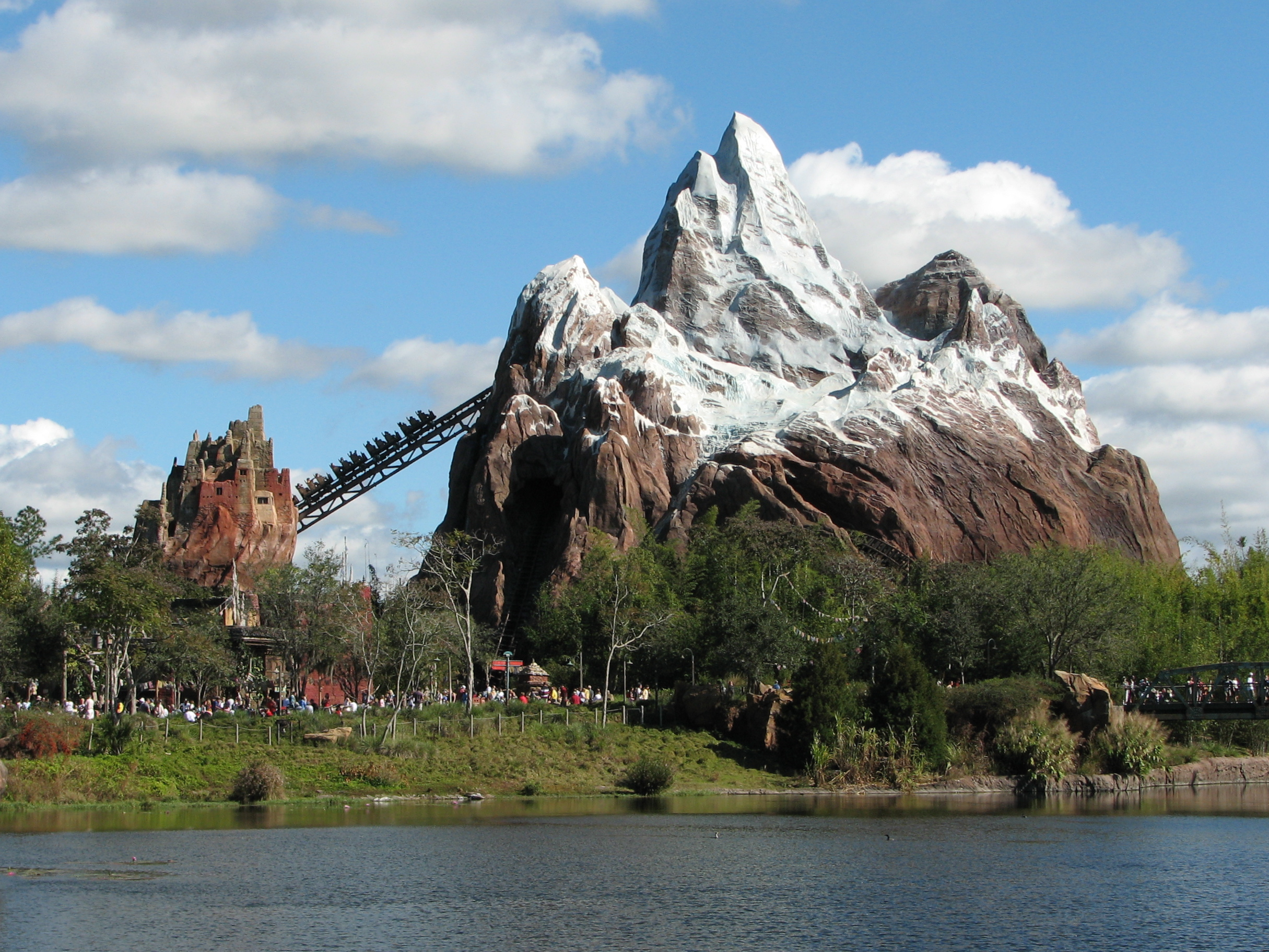
Asia
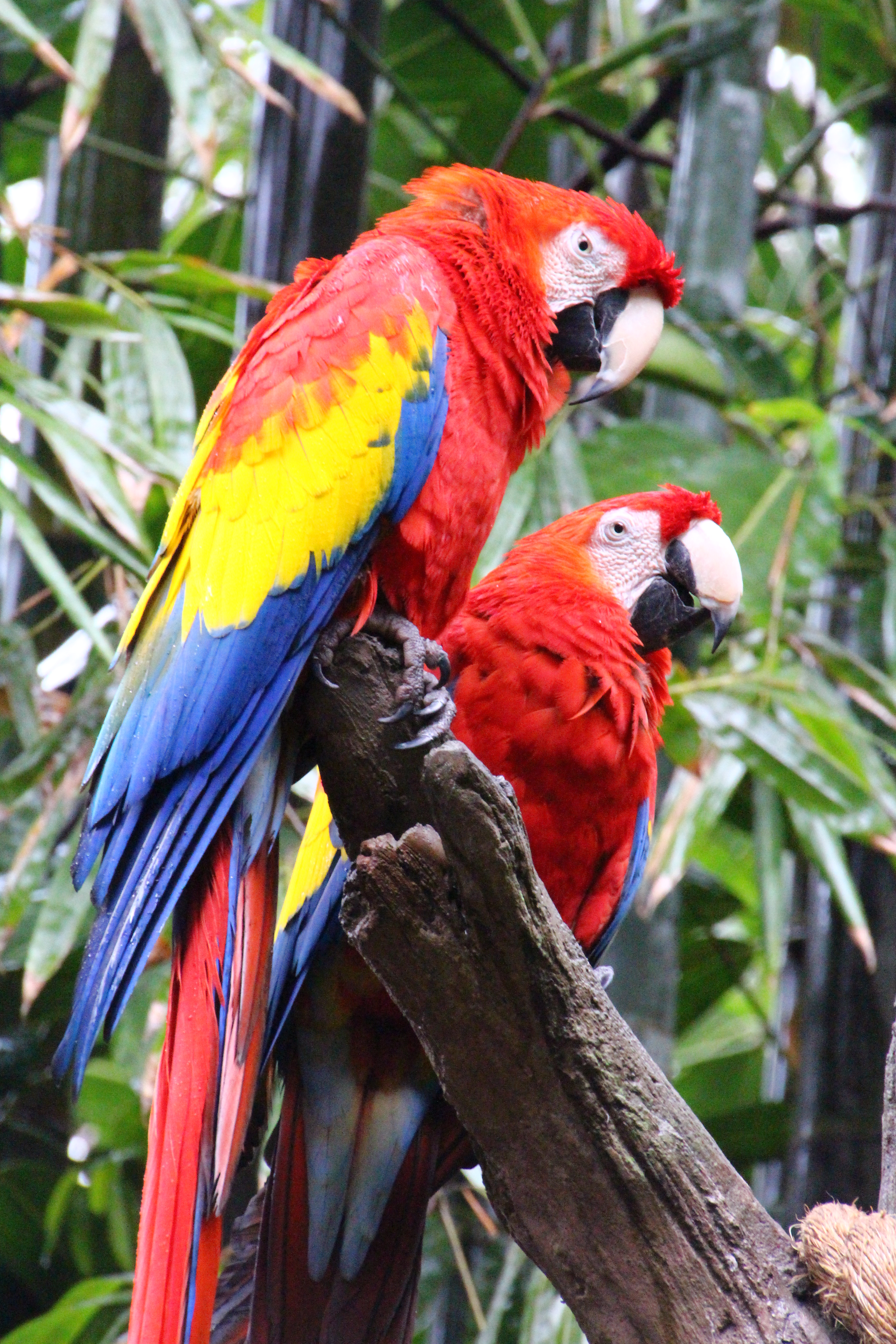
Discovery Island
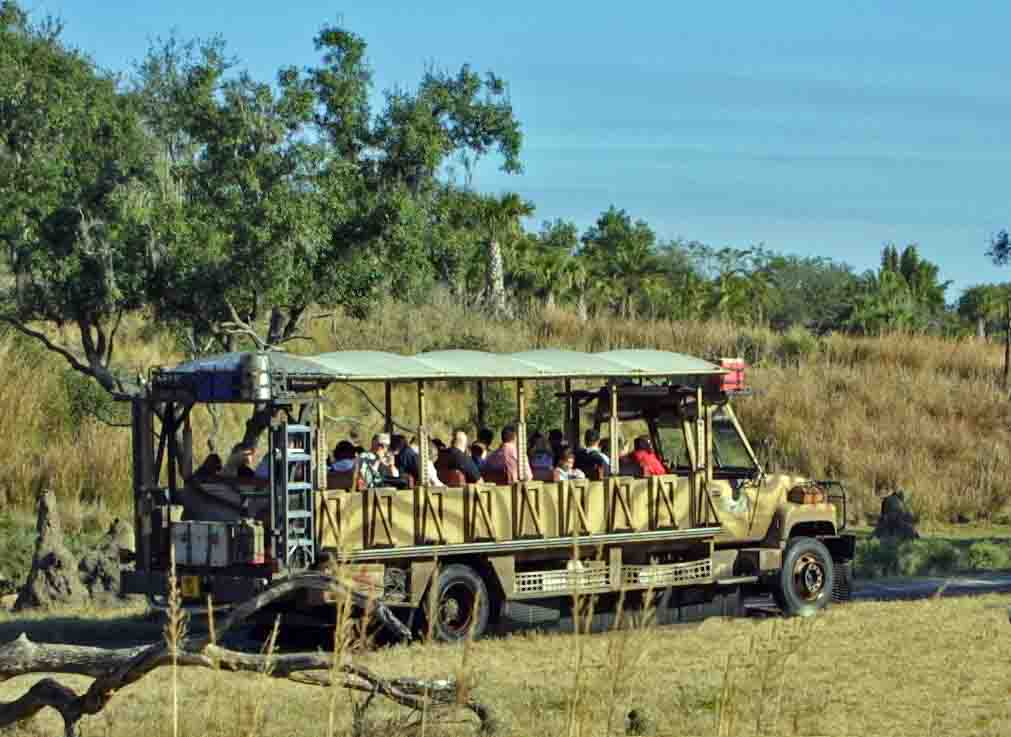
أفريقيا
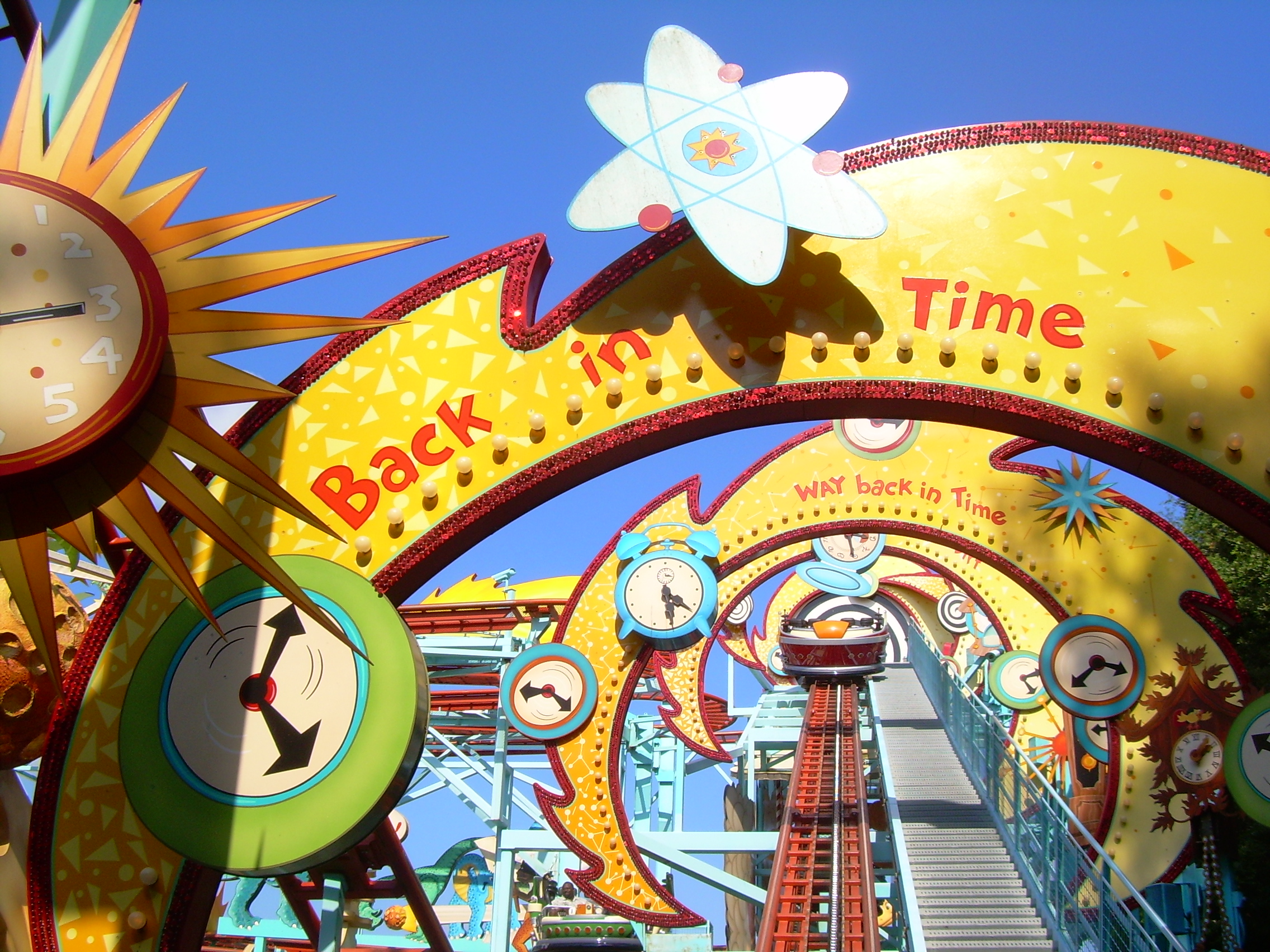
العودة إلى الماضي
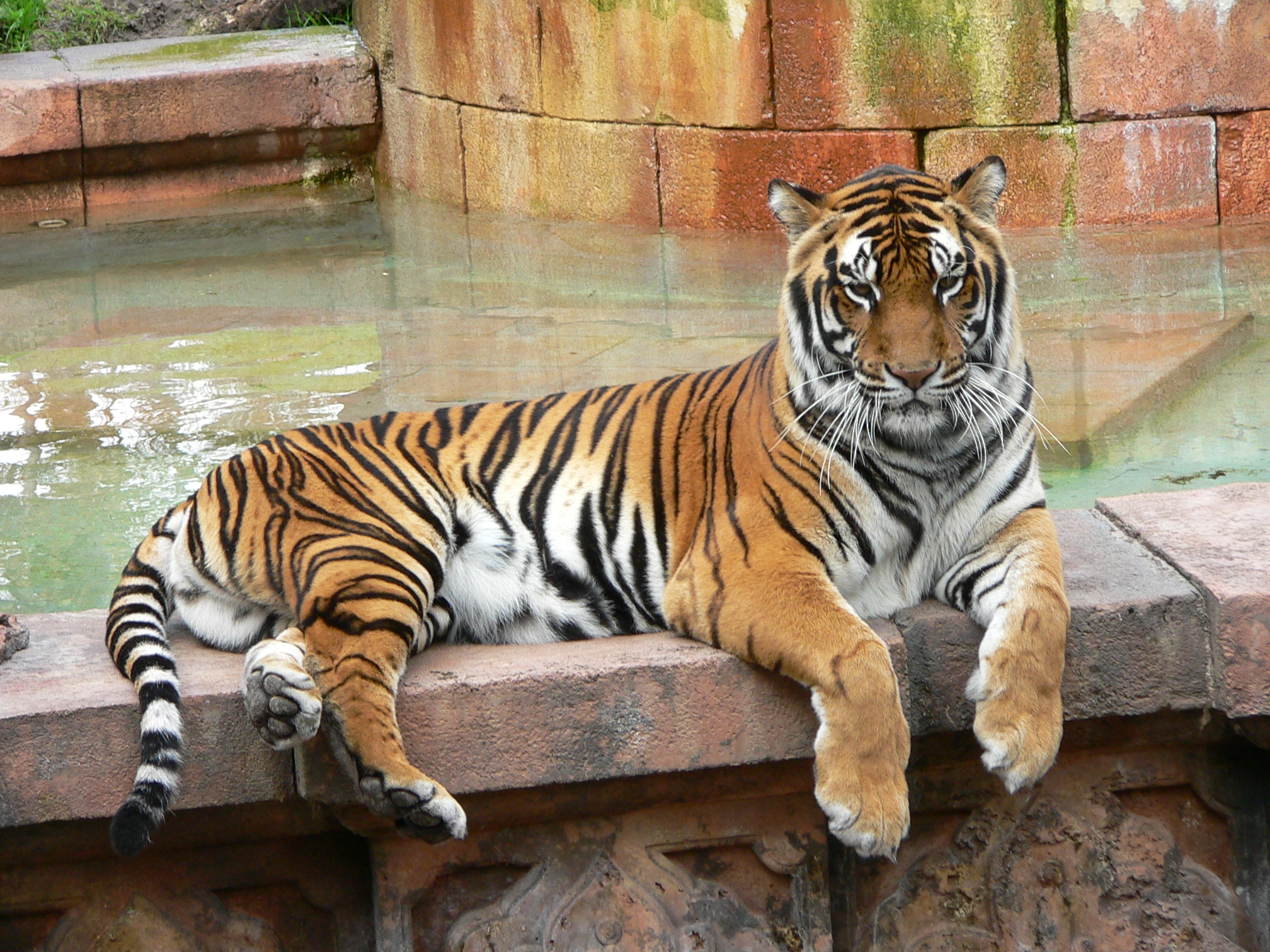
أسيا